# Jakkali, Channagiri
Jakkali là một làng thuộc tehsil Channagiri, huyện Davanagere, bang Karnataka, Ấn Độ.